# محدد موقع الموارد الموحد
محدد موقع الموارد المُوحّد (الإنجليزية: Uniform Resource Locator؛ اختصارًا URL)، يشار إليه بشكل شائع باسم عنوان ويب أو موقع أو عنوان موقع ويب ويعد جزء من معرف الموارد الموحد وبواسطته يتم تحديد مواقع الإنترنت. وهو ذلك العنوان الذي تكتبه في شريط العنوان للذهاب إلى مواقع الإنترنت ويسبقه تحديد البروتوكول مثال //:http أو البروتوكول //:ftp وعلى سبيل المثال عنوان هذه الصفحة هو http://ar.wikipedia.org
يضم العنوان بالترتيب:
- متاح البرتوكول
- اسم نطاق أو موقع الصفحة
- نوع الامتداد

يعد المفتاح واسم الصفحة اختياريان، حيث يقوم برنامج الوب (Microsoft Internet Explorer أو Netscape Navigator) الموجود في جهاز الحاسوب الخاص بك بكتابة مفتاح البرتوكول //:http
أما في حالة إلغاءه فستعنى وجوب الاتصال ب Hyper Text Transfer Protocol وهي اللغة المعترف بها عند إرسال الصفحات عبر الشبكة، وإذا حذفت اسم الصفحة ستكون النتيجة الصفحة الافتراضية وهي ما ترغب فيه عند أول زيارة لك للموقع.
من الجهة الأخرى يحتاج كل عنوان معرفة اسم الحاسوب وتكون معظم أسماء حاسوب ملقم الشبكة (هو الحاسوب المتصل عن بعد والذي يوفر البيانات لترسلها ثانيةً إلى الحاسوب الخاص بك)هي www أو
World Wide Web ثم اسم الموقع ويكون الاسم لملقم الشبكة هو com.اسم الموقع.www ويكون العنوان com.اسم الموقع.http://WWW.
أجزاء التسلسل الهرمي للتسمية تُفصل بالنقط الموجودة بالاسم فمثلا الجزء الأخير يمثل نوع الوب، مثلاً:
- com. موقع تجاري
- gov.موقع الحكومة
- org.موقع منظمة
- ie.موقع النظام الأساسي

وبعض الدول قد تستخدم اسمها في العنوان مثل.
- UK لتمثل مواقع المملكة المتحدة.
- DE لتمثل مواقع ألمانيا
- EG لتمثل مواقع مصر